# Nephodia panthea
Nephodia panthea är en fjärilsart som beskrevs av Druce 1893. Nephodia panthea ingår i släktet Nephodia och familjen mätare. Inga underarter finns listade i Catalogue of Life.